# Brachiaria pungipes
Brachiaria pungipes är en gräsart som beskrevs av Clayton. Brachiaria pungipes ingår i släktet Brachiaria och familjen gräs.
Artens utbredningsområde är Zambia. Inga underarter finns listade i Catalogue of Life.